# Pláně
Pláně település Csehországban, a Észak-plzeňi járásban. Pláně Mladotice, Plasy, Štichovice és Dražeň településekkel határos. Lakosainak száma 283 fő (2024. január 1.).

## Népesség
A település lakosságának változását az alábbi diagram mutatja:
| Lakosok száma | 628  | 571  | 612  | 360  | 286  | 266  | 271  | 267  | 268  | 283  |
|               | 1869 | 1890 | 1921 | 1950 | 1980 | 2001 | 2017 | 2019 | 2022 | 2024 |